# Rode Geul
De Rode Geul is een kreek bij de Oost-Vlaamse plaats Assenede in het Meetjeslands krekengebied.
Deze kreek is het restant van een zijtak van de Vliet, een in de 15e en 16e eeuw ontstane zeearm. De kreek ligt in de Rode Polder, die in 1555 werd ingedijkt. Ze ligt in het verlengde van de Grote Geul, die er door de Sint-Nicasiusdijk van is gescheiden.
De Rode Geul en de Rode polder komen aan hun naam door de roodbruine kleur ten gevolge van ijzerhoudend water.
De rietlanden van de kreek werden vroeger geoogst door rietsnijders, doch sinds dit oogsten gestopt is, zijn de rietlanden verruigd. Ook zijn er broekbosjes en drijftillen. De broekbosjes van els en berk zijn verruigd omdat er geen hakhoutbeheer meer plaatsvindt. Ook is de kreek aan verlanding onderhevig.
Op sommige plaatsen komt zoute kwel omhoog, en in de omringende graslanden kunnen zoutminnende planten als zeekraal voorkomen.
Het gebied is Europees beschermd als onderdeel van Natura 2000-gebied 'Polders'.